# テーバイのクラテス

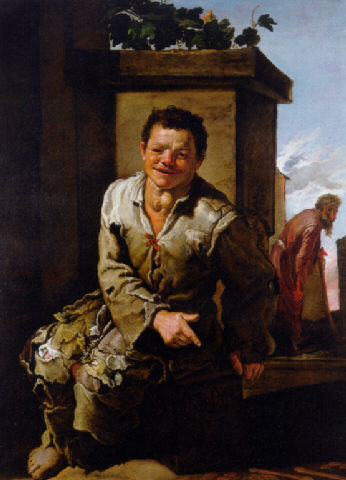
テーバイのクラテス（ドメニコ・フェッティのサークルにいた不詳の画家による）。

テーバイのクラテス（ギリシア語: Κράτης, 英語：Crates of Thebes, 生没年未詳）は、紀元前325年頃が全盛のキュニコス派の哲学者。クラテスはアテナイの通りで貧困の生活を送るべく、自分の財産を投げ捨てた。同じ生き方をしたヒッパルキアと結婚した。アテナイの人々からは尊敬され、ストア派の創設者キティオンのゼノンの師としても知られている。クラテスの教えの断片のうち現存する者がいくつかあり、その中には理想的なキュニコス派国家を記したものも含まれる。

## 生涯
クラテスはテーバイで生まれた。生年ははっきりしない。ディオゲネス・ラエルティオスは、その全盛は紀元前328年から紀元前325年の間（第113オリンピアード）としている。
アスコンダスの子で、莫大な財産を相続したが、アテナイでキュニコス派的な貧困の生活を送るべく、その財産を投げ捨てたと言われている。そのことについてはさまざまな逸話がある。たとえば、ある悲劇で乞食王テレポスのことを知ったことが、自分の財産をテーバイ市民に与えるきっかけになった。あるいは、もし息子が哲学者にならないのなら金は息子に、哲学者になるのなら金を貧しい人々に分配するという条件で両替商の手にお金を預けた、などである。
クラテスはアテナイに移り住み、その地の言い伝えではシノペのディオゲネスの弟子になったと言われる一方で、アカイアのブリュソン（Bryson of Achaea）、もしくはスティルポン（スティルポーン）の弟子だったという説もある。クラテスは明るく質素な生活を送った。現存していないがクラテスの伝記を書いたプルタルコスは、クラテスの人物像を次のように書いている。
クラテスは足が不自由で肩には瘤があったと言われている 。クラテスのあだ名は「ギリシア語: θυρεπανοίκτης（扉を開ける人）」で、その由来は、クラテスがどこの家に入ろうと、その家の人々は快く礼をもって歓迎したからである。
クラテスは、弟子の一人メトロクレス（Metrocles）の姉妹だったマローネイアのヒッパルキアに見初められた。ヒッパルキアはクラテスとその生き方・教えに恋し、クラテスに似たやり方で、裕福な育ちを捨て、クラテスと結婚した。この結婚は両者の尊敬と平等に基づいていたため、古代では珍しいことだった。ヒッパルキアがどこでもクラテスと一緒だったという逸話が言及されているのも、立派な女性はそのようなことはしなかったからである。二人の間には少なくとも二人の子供がいた、娘と、パシクレスという名前の息子である。クラテスが息子を売春宿に連れて行き、セックスの手ほどきをし、娘には求婚者との一ヶ月の試験結婚を許したとも言われている。
クラテスは4世紀の末にキティオンのゼノンの師で、ゼノンがストア派哲学を発展させるうえでクラテスから多大な影響を受けたことは疑いないだろう。ゼノンは常にクラテスを尊敬していた。おそらく今に伝わるクラテスの哲学の多くは、ゼノンの著作を通じてのものだろう。
パレロンのデメトリオスがテーバイに追放された紀元前307年に、クラテスもテーバイにいた。クラテスの没年についてははっきりしない。

## 哲学
クラテスは哲学的な主題に関する書簡本を書き、そのスタイルについて、ディオゲネス・ラエルティオスはプラトンのそれと比較している。しかし現存していない。クラテスはさらにいくつかの哲学的悲劇と、「ギリシア語: Παίγνια（Games）」と呼ばれるいくつかの短い詩も書いた。
クラテスの教えの断片が複数残っている。クラテスは質素な禁欲生活を教えたが、それはクラテスの師シノペのディオゲネスよりは穏便だったようである。
クラテスの哲学は穏便で、豊かなユーモアが詰まっていた。クラテスは人々に食事ではレンズマメ以外は好まないようにと訴えた。贅沢と浪費は都市の扇動や暴動の主要な原因だったからである。この冗談は後に多くの風刺を生んだ。たとえばアテナイオスの『食卓の賢人たち』第4巻では、キュニコス派の集団が食事するために座し、レンズマメ・スープの皿の後に皿を配られる。
クラテスの詩の一つはソロンによって書かれた有名なムーサ讃歌をパロディにしたものである。ソロンが繁栄や評判、「正当に獲得した財産」を望んだのに対して、クラテスは典型的なキュニコス派の欲望を歌った。
クレタ島について歌ったホメーロスの一節のパロディで始まる、理想的なキュニコス派国家を描いたクラテス作の詩の断片がいくつか現存している。クラテスの都市は「ペーレー（Pera）」と呼ばれ、それはギリシャ語ですべてのキュニコス派が携帯していたずだ袋のことである。
第1行にある「tuphos（ギリシア語: τῦφος）」という語は、文字通りには「霧」「煙」を意味する、キュニコス派では、多くの人々をくるむ精神的な混乱を表す意味に使われた。キュニコス派はその霧を晴らし、世界をありのままに見ようと努めた。